# Marie Osmond

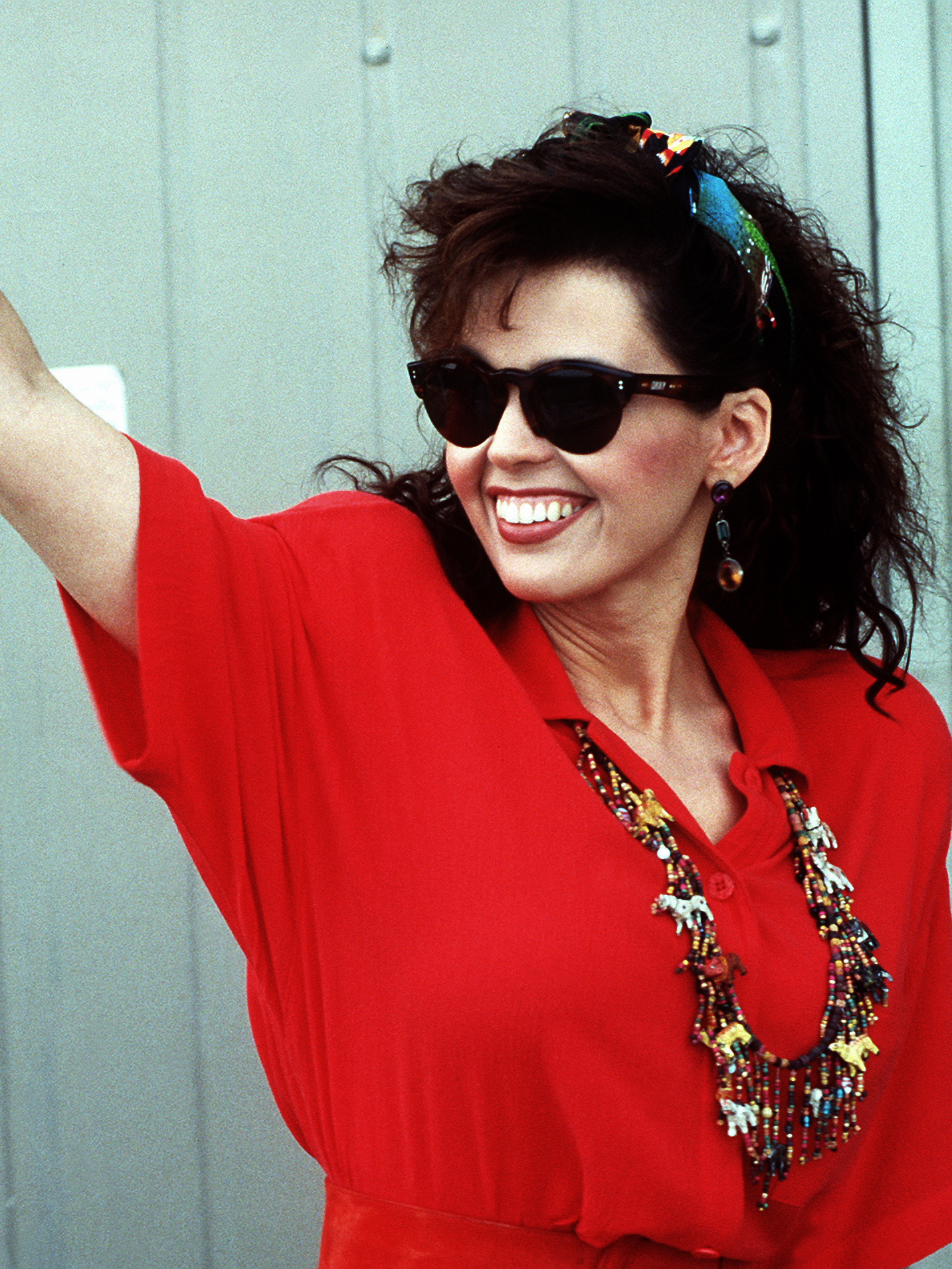
Marie Osmond (1990)

Olive Marie Osmond (* 13. Oktober 1959 in Ogden, Utah) ist eine US-amerikanische Country-Sängerin und Schauspielerin.

## Musikkarriere
Maries Brüder hatten in den 1970er Jahren als Osmonds in der Pop-Musik weltweite Erfolge. Marie Osmond, die Country-Musik bevorzugte, nahm 1973 im Alter von 14 Jahren das Lied Paper Roses auf und schaffte damit auf Anhieb einen Nummer-eins-Hit in den entsprechenden Genrecharts. Auch in die US-amerikanischen und britischen Pop-Charts schaffte der Titel hohe Platzierungen. Ihre ersten drei Alben für MGM wurden von dem Country-Sänger Sonny James produziert und arrangiert. Diese beinhalteten in erster Linie Coverversionen bekannter Hits der 1950er und 1960er Jahren. Für das von Rick Hall produzierte 1977er Album This Is the Way I Feel wechselte sie zu Polydor und verpflichtete ihre Brüder als ausführende Produzenten. Sie änderte nicht nur ihr Image, sondern auch ihren Musikstil. Statt Country mehr Pop und Softrock.
Es folgten weitere Singles für Polydor und nach einem weiteren Wechsel auch für Elektra, die aber weniger erfolgreich waren. Ganz im Gegenteil dazu, ihre Aufnahmen mit Bruder Donny, die Hits wie I’m Leaving It All Up To You und mehrere mit Gold ausgezeichnete Alben hervorbrachte.
Es dauerte bis 1985, ehe sie im Duett mit Dan Seals mit dem Lied Meet Me In Montana wieder Platz eins der Country-Charts erreichen konnte. Diesen Erfolg konnte sie noch im selben Jahr mit ihrer Solo-Aufnahme There’s No Stopping Your Heart wiederholen. Auch ihre nächsten Singles konnten sich hoch in den Hitparaden platzieren. Ab 1995 wurde sie nicht mehr in den Country-Charts verzeichnet.
Neben ihren musikalischen Aktivitäten war Marie Osmond auch auf anderen Gebieten erfolgreich. Sie arbeitete als Mode-Designerin, schrieb Ratgeber und trat einige Male in Filmen auf. Außerdem setzte sie sich im Rahmen der Osmond Foundation für wohltätige Zwecke ein.

## Fernsehkarriere

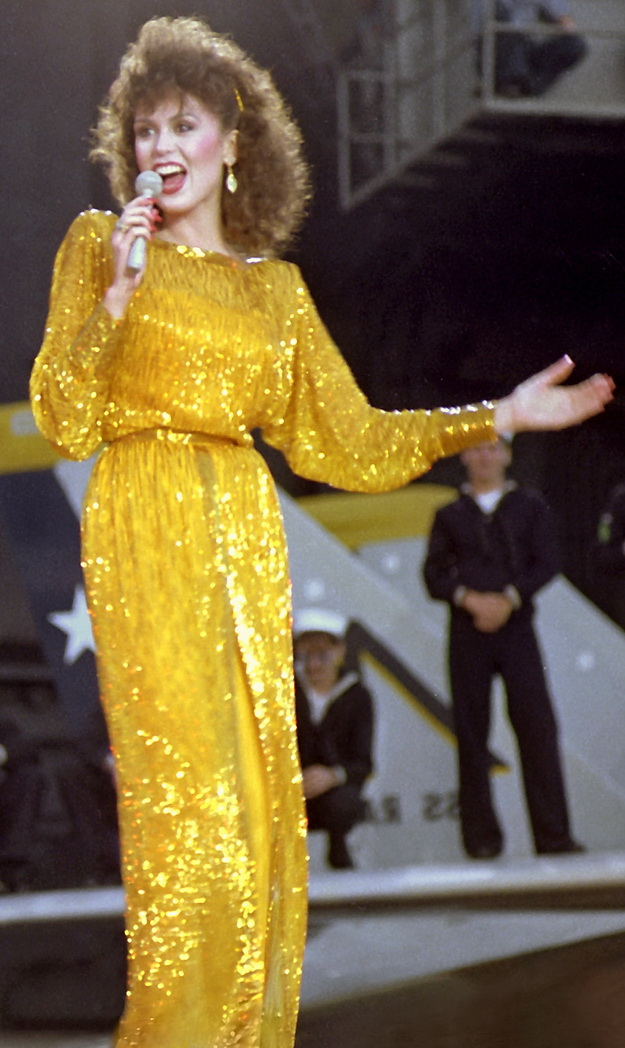
Marie Osmond bei einem Auftritt auf der Ranger, November 1981

Zusammen mit ihrem Bruder Donny trat sie von 1976 bis 1979 in einer eigenen Sendung im amerikanischen Fernsehen auf und die beiden zählten durch die "Donny & Marie"-Show zu den jüngsten Moderatoren aller Zeiten.
In den 1990er Jahren war sie für kurze Zeit an der Seite des späteren Moderators Craig Ferguson und Golden-Girl Betty White in der Fernsehserie "Maybe Next time" als Whites Tochter und Geschäftspartnerin zu sehen. Die Serie konnte sich jedoch nicht durchsetzen und wurde bereits nach wenigen Episoden wieder aus dem Programm genommen.
Als Kandidatin bei der fünften Staffel von Dancing with the Stars, der amerikanischen Version von Let’s Dance, geriet sie 2007 durch einen Ohnmachtsanfall während der Sendung in die Schlagzeilen. Am Ende belegte sie mit ihrem Tanzpartner Jonathan Roberts den dritten Platz.

## Familie
Ihr 18-jähriger Sohn starb 2010 durch Selbsttötung.

## Diskografie

### Soloalben
| Jahr | Titel                            | Höchstplatzierung, Gesamtwochen, AuszeichnungChartplatzierungen (Jahr, Titel, Platzierungen, Wochen, Auszeichnungen, Anmerkungen) | Höchstplatzierung, Gesamtwochen, AuszeichnungChartplatzierungen (Jahr, Titel, Platzierungen, Wochen, Auszeichnungen, Anmerkungen) | Höchstplatzierung, Gesamtwochen, AuszeichnungChartplatzierungen (Jahr, Titel, Platzierungen, Wochen, Auszeichnungen, Anmerkungen) | Anmerkungen |
| Jahr | Titel                            | UK | US | Country | Anmerkungen |
| ---- | -------------------------------- | --- | --- | --- | ----------- |
| 1973 | Paper Roses                      | UK46 (1 Wo.)UK | US59 (23 Wo.)US | Country1 (20 Wo.)Country |             |
| 1974 | In My Little Corner of the World | — | US164 (9 Wo.)US | Country10 (18 Wo.)Country |             |
| 1975 | Who’s Sorry Now                  | — | US152 (6 Wo.)US | Country20 (8 Wo.)Country |             |
| 1977 | This Is the Way I Feel           | — | US152 (6 Wo.)US | — |             |
| 1985 | There’s No Stopping Your Heart   | — | — | Country16 (43 Wo.)Country |             |
| 1986 | I Only Wanted You                | — | — | Country19 (37 Wo.)Country |             |
| 1988 | All in Love                      | — | — | Country29 (16 Wo.)Country |             |
| 1989 | Steppin’ Stone                   | — | — | Country68 (6 Wo.)Country |             |
| 2010 | I Can Do This                    | — | US71 (2 Wo.)US | — |             |
| 2016 | Music Is Medicine                | — | US189 (1 Wo.)US | Country10 (5 Wo.)Country |             |

### Alben mitDonny Osmond
| Jahr | Titel                                      | Höchstplatzierung, Gesamtwochen, AuszeichnungChartplatzierungen (Jahr, Titel, Platzierungen, Wochen, Auszeichnungen, Anmerkungen) | Höchstplatzierung, Gesamtwochen, AuszeichnungChartplatzierungen (Jahr, Titel, Platzierungen, Wochen, Auszeichnungen, Anmerkungen) | Höchstplatzierung, Gesamtwochen, AuszeichnungChartplatzierungen (Jahr, Titel, Platzierungen, Wochen, Auszeichnungen, Anmerkungen) | Anmerkungen                          |
| Jahr | Titel                                      | UK | US | Country | Anmerkungen                          |
| ---- | ------------------------------------------ | --- | --- | --- | ------------------------------------ |
| 1974 | I’m Leaving It All Up to You               | UK13 Silber · (15 Wo.)UK | US35 Gold · (30 Wo.)US | — |                                      |
| 1975 | Make the World Go Away                     | UK30 (3 Wo.)UK | US133 (6 Wo.)US | — |                                      |
| 1976 | Featuring Songs from Their Television Show | UK48 (1 Wo.)UK | US57 Gold · (38 Wo.)US | — | In UK als Deep Purple veröffentlicht |
| 1976 | New Season                                 | — | US85 Gold · (14 Wo.)US | — |                                      |
| 1977 | Winning Combination                        | — | US99 (12 Wo.)US | — |                                      |
| 1978 | Goin’ Coconuts O.S.T.                      | — | US98 Gold · (8 Wo.)US | — |                                      |
| 2009 | Donny & Marie                              | UK41 (2 Wo.)UK | — | — |                                      |
| 2011 | Donny & Marie                              | — | US30 (4 Wo.)US | Country7 (13 Wo.)Country |                                      |

### Kompilationen
| Jahr | Titel              | Höchstplatzierung, Gesamtwochen, AuszeichnungChartplatzierungen (Jahr, Titel, Platzierungen, Wochen, Auszeichnungen, Anmerkungen) | Höchstplatzierung, Gesamtwochen, AuszeichnungChartplatzierungen (Jahr, Titel, Platzierungen, Wochen, Auszeichnungen, Anmerkungen) | Höchstplatzierung, Gesamtwochen, AuszeichnungChartplatzierungen (Jahr, Titel, Platzierungen, Wochen, Auszeichnungen, Anmerkungen) | Anmerkungen |
| Jahr | Titel              | UK | US | Country | Anmerkungen |
| ---- | ------------------ | --- | --- | --- | ----------- |
| 2007 | Magic of Christmas | — | US93 (6 Wo.)US | — |             |

Weitere Kompilationen
- 1976: Osmond Family Christmas
- 1990: The Best of Marie Osmond
- 1993: Greatest Hits
- 1995: 25 Hits Special Collection
- 2002: 20th Century Masters: The Millennium Collection (mit Donny Osmond)
- 2008: Dancing with the Best of Marie Osmond

### Solosingles
| Jahr | Titel Album                                               | Höchstplatzierung, Gesamtwochen, AuszeichnungChartplatzierungen (Jahr, Titel, Album, Platzierungen, Wochen, Auszeichnungen, Anmerkungen) | Höchstplatzierung, Gesamtwochen, AuszeichnungChartplatzierungen (Jahr, Titel, Album, Platzierungen, Wochen, Auszeichnungen, Anmerkungen) | Höchstplatzierung, Gesamtwochen, AuszeichnungChartplatzierungen (Jahr, Titel, Album, Platzierungen, Wochen, Auszeichnungen, Anmerkungen) | Anmerkungen    |
| Jahr | Titel Album                                               | UK | US | Country | Anmerkungen    |
| ---- | --------------------------------------------------------- | --- | --- | --- | -------------- |
| 1973 | Paper Roses                                               | UK2 Silber · (15 Wo.)UK | US5 Gold · (16 Wo.)US | Country1 (16 Wo.)Country |                |
| 1974 | In My Little Corner of the World                          | — | — | Country33 (11 Wo.)Country |                |
| 1975 | Who’s Sorry Now                                           | — | US40 (6 Wo.)US | Country29 (10 Wo.)Country |                |
| 1976 | A – My Name Is Alice Featuring Songs from Their TV Show   | — | — | Country85 (4 Wo.)Country |                |
| 1977 | This Is the Way That I Feel                               | — | US39 (8 Wo.)US | — |                |
| 1982 | I’ve Got a Bad Case of You                                | — | — | Country74 (6 Wo.)Country |                |
| 1982 | Back to Believing Again                                   | — | — | Country58 (7 Wo.)Country |                |
| 1984 | Who’s Counting                                            | — | — | Country82 (4 Wo.)Country |                |
| 1985 | Until I Fall in Love Again There’s No Stopping Your Heart | — | — | Country54 (8 Wo.)Country |                |
| 1985 | Meet Me in Montana There’s No Stopping Your Heart         | — | — | Country1 (23 Wo.)Country | mit Dan Seals  |
| 1985 | There’s No Stopping Your Heart                            | — | — | Country1 (21 Wo.)Country |                |
| 1986 | Read My Lips There’s No Stopping Your Heart               | — | — | Country4 (21 Wo.)Country |                |
| 1986 | You’re Still New to Me I Only Wanted You                  | — | — | Country1 (21 Wo.)Country | mit Paul Davis |
| 1986 | I Only Wanted You                                         | — | — | Country14 (18 Wo.)Country |                |
| 1987 | Everybody’s Crazy ’Bout My Baby I Only Wanted You         | — | — | Country24 (13 Wo.)Country |                |
| 1987 | Cry Just a Little I Only Wanted You                       | — | — | Country50 (12 Wo.)Country |                |
| 1988 | Without a Trace All In Love                               | — | — | Country50 (10 Wo.)Country |                |
| 1988 | Sweet Life All In Love                                    | — | — | Country47 (8 Wo.)Country | mit Paul Davis |
| 1988 | I’m In Love and He’s In Dallas All In Love                | — | — | Country59 (8 Wo.)Country |                |
| 1989 | Steppin’ Stone                                            | — | — | Country70 (5 Wo.)Country |                |
| 1989 | Slowly But Surely Steppin’ Stone                          | — | — | Country75 (4 Wo.)Country |                |
| 1990 | Like a Hurricane The Best of Marie Osmond                 | — | — | Country57 (10 Wo.)Country |                |
| 1995 | What Kind of Man (Walks on a Woman)                       | — | — | Country75 (1 Wo.)Country |                |

Weitere Solosingles
- 1977: Please Tell Him That I Said Hello
- 1990: Let Me Be the First
- 1991: Think with Your Heart
- 1991: Boogie Woogie Bugle Boy
- 1992: True Love (Never Goes Away)
- 2010: Pie Jesu"
- 2016: Music Is Medicine
- 2016: Baby You’re Crazy

### Singles mit Donny Osmond
| Jahr | Titel Album                                           | Höchstplatzierung, Gesamtwochen, AuszeichnungChartplatzierungen (Jahr, Titel, Album, Platzierungen, Wochen, Auszeichnungen, Anmerkungen) | Höchstplatzierung, Gesamtwochen, AuszeichnungChartplatzierungen (Jahr, Titel, Album, Platzierungen, Wochen, Auszeichnungen, Anmerkungen) | Höchstplatzierung, Gesamtwochen, AuszeichnungChartplatzierungen (Jahr, Titel, Album, Platzierungen, Wochen, Auszeichnungen, Anmerkungen) | Höchstplatzierung, Gesamtwochen, AuszeichnungChartplatzierungen (Jahr, Titel, Album, Platzierungen, Wochen, Auszeichnungen, Anmerkungen) | Höchstplatzierung, Gesamtwochen, AuszeichnungChartplatzierungen (Jahr, Titel, Album, Platzierungen, Wochen, Auszeichnungen, Anmerkungen) | Höchstplatzierung, Gesamtwochen, AuszeichnungChartplatzierungen (Jahr, Titel, Album, Platzierungen, Wochen, Auszeichnungen, Anmerkungen) | Anmerkungen |
| Jahr | Titel Album                                           | DE | AT | CH | UK | US | Country | Anmerkungen |
| ---- | ----------------------------------------------------- | --- | --- | --- | --- | --- | --- | ----------- |
| 1974 | I’m Leaving It Up to You                              | DE4 (23 Wo.)DE | AT6 (24 Wo.)AT | CH1 (20 Wo.)CH | UK2 Silber · (12 Wo.)UK | US4 Gold · (15 Wo.)US | Country17 (13 Wo.)Country |             |
| 1974 | Morning Side of the Mountain I’m Leaving It Up to You | — | — | — | UK5 Silber · (12 Wo.)UK | US8 (16 Wo.)US | — |             |
| 1975 | Make the World Go Away                                | — | — | — | UK18 (6 Wo.)UK | US44 (6 Wo.)US | Country71 (6 Wo.)Country |             |
| 1975 | Deep Purple Featuring Songs from Their TV Show        | — | — | — | UK25 (7 Wo.)UK | US14 (23 Wo.)US | — |             |
| 1976 | Ain’t Nothing Like the Real Thing New Season          | — | — | — | — | US21 (13 Wo.)US | — |             |
| 1977 | (You’re My) Soul and Inspiration Winning Combination  | — | — | — | — | US38 (11 Wo.)US | — |             |
| 1978 | On The Shelf Goin’ Coconuts O.S.T.                    | — | — | — | — | US38 (10 Wo.)US | — |             |

Weitere Singles
- 1978: Baby, I’m Sold On You
- 1978: I Want To Give You My Everything
- 2009: Vegas Love
- 2011: The Good Life
- 2011: A Beautiful Life